# مات كلووري
مات كلووري (بالإنجليزية: Matt Clowry)‏ هو لاعب كرة سلة أسترالي.